# Росс Елліотт
Росс Елліотт (англ. Ross Elliott), ім'я при народженні Елліотт Блум (англ. Elliott Blum; 18 червня 1917, Нью-Йорк — 12 серпня 1999, Лос-Анджелес) — американський актор театру, кіно і телебачення 1930-1980-х років.
За час своєї кінокар'єри Елліотт зіграв у низці фільмів, найвідомішими з яких є «Тарантул» (1954), «Герої Келлі» (1970) і «Пекло у піднебессі» (1974).
У 1938 році Елліотт брав участь у знаменитій радіопостановці Орсона Веллса «Війна світів» (1938).
Елліотт зіграв понад 400 ролей на телебаченні, де найбільше запам'ятався участю в серіалах «Я люблю Люсі» (1955) та « Віргінець» (1962—1971).

## Театральна кар'єра
У 1937 році Елліотт вступив до театру Орсона Веллса Mercury Theatre. Там він був зайнятий у першій сценічній постановці театру, знаменитій 90-хвилинній версії шекспірівської трагедії «Юлій Цезар» (1937), дія якої відбувалася в тоталітарній фашистській державі, а актори грали в сучасних костюмах. Постановку здійснив Веллс, який виконав роль Брута. Хоча Елліотт мав невелику роль, він, за його словами, запам'ятав на все життя потужні сцени натовпу і сцену вбивства поета Цинни, яка описувалася критиком Гренвіллом Верноном як «сцена, яка за силою і зловісним змістом ніколи не була перевищена в американському театрі».
У 1938 році Елліотт отримав невелику роль у легендарній радіопрограмі Уеллса «Війна світів», коли «Веллс змусив радіослухачів повірити в те, що Землю захоплюють іноземні прибульці». У тому ж році вже на Бродвеї Елліотт зіграв у виставах Веллса «Свято чоботаря» (1938) та «Смерть Дантона» (1938). Після цього Елліотт вирушив на гастролі зі спектаклем Веллса «П'ять королів» (складеним з кількох шекспірівських п'єс), який так і не показали на Бродвеї. Як згадував Елліотт: «Я пам'ятаю тільки хаос — це була велика постановка на сцені, що обертається, і у Філадельфії не було електрики, щоб керувати нею, тому її повертали руками, і ми актори були змушені зупинятися під час вистави в очікуванні того, коли сцена досягне потрібної точки».
Залишивши Mercury, Елліотт вирушив на післябродвейські гастролі з хітовим спектаклем «Що за життя» (1938) з Езрою Стоуном в ролі проблемного студента Генрі Олдріча, де Елліотт грав негативного персонажа, який краде інструменти шкільного ансамблю, і робить так, що Олдріча підозрюють у цьому злочині.
Елліотт і Стоун стали добрими друзями, і вони зустрілися знову, коли під час Другої світової війни в 1941 році Елліотт пішов служити в армію. Як він згадував: «Я зустрів Езру, який йшов вулицею у таборі „Кемп Аптон“. Він запропонував мені вступити в драматичний гурток, який він створив у таборі — членами якого були також Гері Меррілл та Ральф Нельсон. Ми почали грати, а потім нас ввели як провідних акторів у чудове шоу Ірвінга Берліна „Це армія“». З цим шоу Елліотт об'їздив світ, і в 1943 зіграв у кіноверсії цього шоу.
Демобілізувавшись у 1946 році, Елліотт став грати на Бродвеї у виставі з Волтером Г'юстоном «Зіниця його ока» (1946), а потім вирушив із цією виставою на гастролі. Коли шоу закрилося в Детройті, Елліотт поїхав до Голлівуду.

## Кар'єра у кінематографі
У 1947 році Елліотт дебютував у кіно в кримінальній мелодрамі про Ку-клукс-клан «Палаючий хрест» (1947), після чого зіграв роль другого плану в пригодницькій фентезі-мелодрамі «Янгол Амазонки» (1948) з Вірою Ролстон в головній ролі. 1949 року Елліотт зіграв у п'яти фільмах, найпомітнішими серед яких були вестерн «Дівчина, яка завоювала Захід» (1949) з Івонн де Карло і Чарльзом Коберном і фільм нуар з Джоном Пейном «Злочинний шлях» (1949), де у Елліотта були епізодичні ролі без згадки у титрах. Вагомішу роль другого плану Елліотт зіграв у кримінальній мелодрамі «Китайський квартал опівночі» (1949).
У 1950 році в Елліотта були ролі в семи фільмах, у тому числі, невелика роль детектива у фільмі нуар «Божевільний від зброї» (1950) з Пеггі Каммінс і Джоном Доллом, а також з мелодрама «Три таємниці» (1950) з Елінор Паркер і Патрицією Ніл, де він був репортером. На думку кінооглядача Тома Веланса, "найкраща роль у Елліотта була у фільмі Нормана Фостера «Жінка у бігах» (1950), де в ролі чоловіка Енн Шерідан він стає свідком бандитського вбивства. Як казав Елліотт, «під час роботи над цим фільмом здавалося, що я зміг би стати провідним актором. І згодом я мав багато головних ролей, але все це були характерні герої».
Рік по тому Елліотт зіграв у п'яти картинах, серед яких фільм нуар на тему расових проблем «Штормове попередження» (1951) за участю Джинджер Роджерс і Рональда Рейгана, де він зіграв члена Ку-клукс-клана, а також нуарну драму за участю Сьюзен Гейворд і Джорджа Сандерса «Я можу дістати це вам за оптовою ціною» (1951). У нього також була ключова роль в одному з найкращих вестернів Тіма Голта «Гарячий свинець» (1951), де він був телеграфістом, який вдає, що приєднується до лиходіїв, щоб своєчасно передати місце та час наступного пограбування.
У 1952 році Елліотт мав роль у трьох фільмах, серед яких фільм нуар з Джорджем Рафтом «Кредитна акула» (1952), де Елліотт мав невелику роль бандита. У кримінальній мелодрамі студії Republic Pictures «Жінка у темряві» (1952) актор зіграв головну роль священика і члена сім'ї Морено, де один його брат, гангстер, бере участь у пограбуванні, а другий, юрист страхової компанії, у результаті викриває злочинців.
Елліотт зіграв одну зі своїх головних ролей у низькобюджетній кримінальній мелодрамі Евальда Андре Дюпона «Проблемні дівчата» (1953), дія якої відбувається в будинку для психічно хворих дівчат. У цій картині він зіграв роль інструктора з психології, який розкриває злочинний план власниці школи, що включає крадіжку та вбивство. Найпомітнішими фільмами Елліотта в тому році стали фантастичний горор «Потвора з глибини 20000 морських сажнів» (1953) і вестерн з Оді Мерфі «Перекати-поле» (1953), в яких у актора були важливі ролі другого плану.

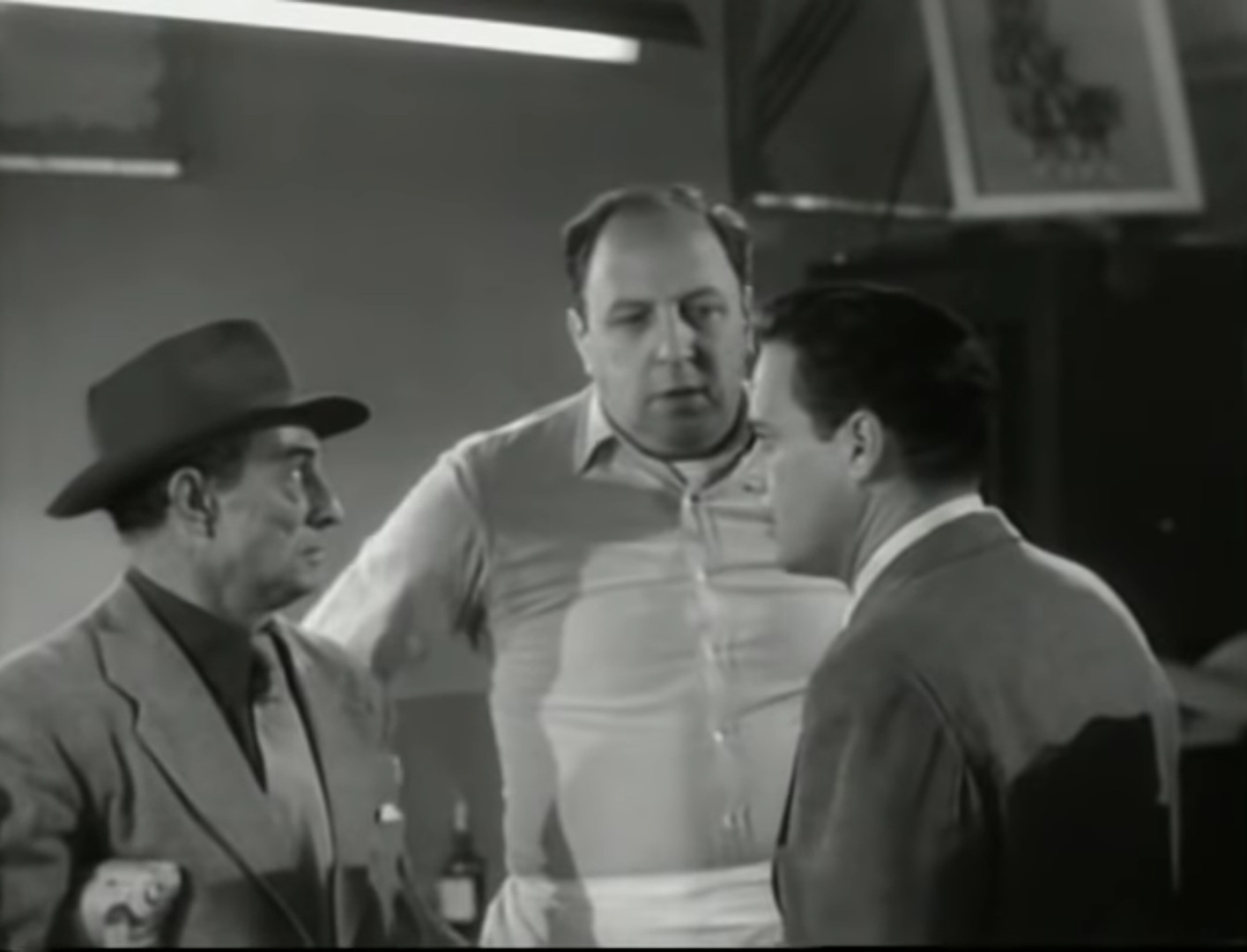
Росс Елліотт (праворуч) у фільмі «Невразлива людина» (1956).

Через рік він зіграв важливі ролі другого плану в комедії «Ма і Па Кеттл вдома» (1954) і у вестерні «Каньйон вбивств» (1954). 1955 року Елліотт мав важливі ролі в популярному науково-фантастичному фільмі «Тарантул» (1955), де зіграв безстрашного репортера, і у фільмі нуар з Айдою Лупіно «Жіноча в'язниця» (1955), а наступного року він зіграв у військовій драмі «День Д, шосте червня» (1956) у ролі майора Міллса, і фантастичний горор з Лоном Чейні (молодшим) «Невразлива людина» (1956), де Елліотт зіграв нечистого на руку адвоката. Після цього в Елліотта були ролі у фільмі нуар «Ланцюг доказів» (1957), фантастичному горорі «Монстр в університетському містечку» (1958) і військовій мелодрамі з Френком Сінатрою «Ніколи не було так мало» (1959).
У 1960-ті роки Елліотт мав невеликі ролі в комедіях «Теммі, скажи мені правду» (1961), «Доведений до ручки» (1963) з Доріс Дей і Джеймсом Гарнером, а також «Хитрі ділки» (1963) з Гарнером і Лі Ремік. Він також зіграв велику роль батька головної героїні в мелодрамі «Дике насіння» (1965), а також був священиком у вестерні з Гленном Фордом та Артуром Кеннеді «День злої зброї» (1968).
У 1970-ті роки Елліотт зіграв у популярній пригодницькій комедії з Клінтом Іствудом «Герої Келлі» (1970), трилері з Чарльтоном Гестоном «Викрадач літаків» (1972) і трилері про пожежу в хмарочосі з Полом Ньюманом і Стівом Макквіном «Пекло в піднебессі» (1974), де він зіграв поліцейського, а також у біографічній драмі «Гейбл і Ломбард» (1976). Останній раз він з'явився на великому екрані в невеликій ролі в маловідомому трилері «Скорпіон» (1986).

## Кар'єра на телебаченні
На телебаченні Елліотт пропрацював з 1951 по 1985 рік, зігравши за цей час у 411 епізодах 195 різних серіалів.
У 1952 році Елліотт пам'ятно зіграв в епізоді ситкому «Я люблю Люсі» під назвою «Люсі знімається в телерекламі», який миттєво став класикою серед фанатів. Він зіграв режисера рекламного ролика, в якому Люсі Рікардо (Люсіль Болл) мала просувати рідкий вітамінний продукт «Вітаміттавегамін». За сюжетом Люсі має прорепетирувати кілька разів рекламний текст, після чого скуштувати продукт. Після кількох повторів Люсі стає зовсім п'яною, тому що рідина містить 23 відсотки алкоголю, і всі подальші спроби покращити її гру лише призводять до сміху. Пізніше Елліот розповідав: «Люсі була фантастичною. Це натхненна клоунада у класичному розумінні. На знімальному майданчику вона завжди працювала найбільше. Все мало бути ідеально». Вклад самого Елліотта був оцінений пізніше, коли в 1955 році він отримав у серіалі постійну роль прес-агента Ріккі Рікардо.
Крім шоу з Люсі, Елліотт з особливим задоволенням згадував свої ролі в Шоу Джорджа Бернса і Грейсі Аллен (1954—1956, 7 епізодів) і в Шоу Джека Бенні (1961—1964, 11 епізодів). Найдовше у своїй кар'єрі Елліотт грав стійкого міцного шерифа Марка Ебботта в багаторічному вестерн-серіалі «Віргінець» (1962—1971, 61 епізод).
У 1963—1965 роках Елліотт регулярно з'являвся в ролі адвоката Лі Болдвіна в мильній опері «Головний госпіталь» (1963—1965, 19 епізодів).
Елліотт також знімався в таких серіалах, як «Лист Лоретті» (1954—1961, 7 епізодів), «Шаєнн» (1956—1961, 3 епізоди), «Лессі» (1956—1969, 4 епізоди), «Поліцейський штат» 1957—1958, 3 епізоди), «Тиха служба» (1957—1958, 4 епізоди), «Театр Зейна Грея» (1957—1960, 2 епізоди), "Караван возів " (1957—1960, 2 епізоди), «Перрі Мейсон» (1958), «Майк Гаммер» (1959), «Життя і життя Ваятта Ерпа» (1958—1959, 4 епізоди), «Маркем» (1959—1960, 2 епізоди), «Гавайський детектив» (1959—19), 2 епізоди), «Сиром'ятний батіг» (1960—1962, 2 епізоди), «Дні в долині смерті» (1959—1963, 3 епізоди) «Меверік» (1960), «Диліжанс на Захід» (1960), «Залиште це Біверу» (1960—1961, 2 епізоди), «Морське полювання» (1960—1961, 6 епізодів), «Ларамі» (1960—1961, 3 епізоди), «Бонанза» (1961—1973, 3 епізоди), «Димок зі ствола» (1960—1974, 3 епізоди), «Сутінкова зона» (1963, 2 епізоди), «Година Альфреда Гічкока» (1963), Шоу Діка Ван Дайка (1964—1965, 2 епізоди), «Тунель часу» (1966—1967, 2 епізоди), « ФБР» (1966—1972, 7 епізодів), «Загарбники» (1967—1968, 3 епізоди), «Я шпигун» (1968), «Айронсайд» (1969—1971) епізоду), «Кеннон» (1973), «Барнабі Джонс» (1973—1975, 4 епізоди) і "Альфред Гічкок представляє " (1985).

## Акторське амплуа та оцінка творчості
Росс Елліотт був «досвідченим характерним актором», який грав «ролі звичайної людини». За словами кінокритика Тома Велланса, Елліотт володів «солідною зовнішністю, що вселяє впевненість, що робило його ідеальним актором для виконання ролей банківських менеджерів, офіцерів і міських шерифів». За свою кар'єру, що охопила радіо, театр, кіно і телебачення він показав себе однаково вмілим у драмі, комедії та вестернах. Протягом своєї кар'єри, що охопила майже півстоліття, Росс Елліотт зіграв понад 200 ролей.

Згадуючи свою кар'єру, Елліотт сказав: «Коли я був молодший, можна було почути, як люди говорили про старі добрі дні, але несподівано я сам опинився в положенні того, хто згадує добрі старі дні. І це були добрі дні, вони були захопливими. Я боюся, молодим акторам сьогодні пробитися важче, ніж нам. Це був день, коли, показавши себе як добрий актор другого плану, ти просто не переставав працювати».

## Ранні роки життя та початок кар'єри
З 1954 року і аж до своєї смерті в 1999 році Росс Елліотт був одружений на Естер Сьюзен Меллінг.
Коли в 1970-х роках його кар'єра пішла на спад, Елліотт зайнявся нерухомістю.

## Особисте життя і смерть
Росс Елліотт помер 12 серпня 1999 року в будинку для людей похилого віку Фонду кіно і телебачення в Лос-Анджелесі у віці 82 років від раку.